# Quick Menu
Quick Menu was een alternatieve grafische gebruikersomgeving voor MS-DOS. Er werden drie versies van gemaakt: Quick Menu, Quick Menu II en Quick Menu III.

## Achtergrond
In DOS-besturingssystemen diende de gebruiker destijds alle commando's in te typen via het toetsenbord. Met het cd-commando kon men naar een bepaalde (sub)directory gaan. Daar kon met het dir-commando een lijst opgevraagd worden van de aanwezige bestanden. Men moest zelf nagaan welk het uitvoerbare bestand was. Dat kon een executable zijn, dat ofwel de extensie EXE of COM had, of een batchbestand. Een bijkomend probleem was dat de folder meerdere van dergelijke bestanden kon bevatten en het niet altijd duidelijk was welk het correcte opstartprogramma was. Meestal stond dat wel vermeld in de handleiding of in een tekstbestand, maar de gebruiker moest de locatie en de naam van dat opstartbestand onthouden.
Quick Menu bood voor dat laatste een oplossing: het was een grafische omgeving waar de gebruiker zelf een menustructuur kon aanmaken. In elk menu kon hij een soort snelkoppeling plaatsen naar het juiste opstartbestand, wat hij uiteraard zelf nog eenmaal diende te selecteren.

## Versies

### Versie I
Deze versie uit 1990 gaf enkel een menustructuur in tekst. De gebruiker kon enkele menukeuzes aanmaken met daarin een submenu of een item dat een programma opstartte.

### Versie II
Dit programma kwam uit in 1991. In deze versie kon de gebruiker meerdere schermen aanmaken. In deze schermen kon hij meerdere groepsiconen of programma-iconen plaatsen. Aan een groep of icoon kon men een pictogram kiezen uit een voorgedefinieerde lijst. Daarnaast bevatte het programma een editor om zelf pictogrammen aan te maken. Voor de achtergrond van het programma kon de gebruiker kiezen uit meerdere meegeleverde tekeningen. De besturing gebeurde met de muis of het toetsenbord.

### Versie III
Quick Menu III bevatte voornamelijk uitbreidingen waaronder een rekenmachine, bestandsnavigatieprogramma en kalender. Verder was het ook mogelijk om Windows 3.x-programma's op te starten. In werkelijkheid startte Quick menu III Windows op met als parameter de locatie en naam van het aangeklikte programma.